# إف سي إي يو إكس
إف سي إي يو إكس (بالإنجليزية: FCEUX) هو محاكي مفتوح المصدر لنظام الترفيه نينتندو ونظام القرص فاميكوم. وهو نِتاج دمج مختلفِ التفرعات الخاصة بالمحاكي FCE Ultra.

## دعم متعدد اللاعبين
لا تدعم إصدارات Win32 وَإس دي ال من FCEUX حاليًا خاصيّة اللعب عَبرَ الشّبكة TCP/IP،  لأنها لا تدعم وحدات التحكم.

## نقل إلى منصات أخرى
أُضيفت واجهة المستخدم الرسومية جتك 2 المدمجة إلى إس دي ال الخاص بـ FCEUX في الإصدار 2.1.3. قضت واجهة المستخدم الرسومية جتك على الجهة الأمامية لبايثون السابقة، gfceux.
اعتبارًا من الإصدار 2.3.0، رُحل إس دي ال من جتك 2 إلى الجهة الأمامية لواجهة المستخدم الرسومية كيوت 5 متعدد المنصات. كان الإصدار 2.4.0 هو أولُ إصدارٍ تَمَكَنَ من تشغيل إس دي ال على أنظمة التشغيل ويندوز وَلينكس وَماك أو إس.
لقد نُقل إلى دوس، لينكس (إما مع SVGAlib أو إكس)، ماك أو إكس (من المفروض أن يعمل إس دي ال الخاص به أيضًا على منصات أخرى شبيه يونكس مثل فري بي إس دي، سولاريس وآيركس )، ويندوز، GP2X، بلاي ستيشن بورتبل، نينتندو غيم كيوب، وي، بلاي ستيشن 2 وَPepper Pad.

## تاريخ
تم تفرع FCE Ultra مِن FCE (محاكي كمبيوتر العائلة). كان آخر إصدار كامل له هو الإصدار 0.98.12 في أغسطس 2004، بينما أُصدر الإصدار التجريبي 0.98.13-pre في سبتمبر 2004 على شكل كود مصدري فقط. بعد ذلك، بدا أن التطوير قد توقف وأُزيلت الصفحة الرئيسية والمنتديات الخاصة بالمحاكي.
في غياب التطوير الرسمي، تم إنشاء العديد من التفرعات الخاصة بFCE Ultra. أبرزها FCEU-MM، الذي يدعم العديد من المخطِّطَات (Mappers) الجديدة والنادرة، FCEU Rerecording، الذي أتى بالعديد من الميزات المفيدة لعمليات التشغيل السريع المدعومة بالأدوات (Tool-assisted speedrun)،  و FCEUXD SP، الذي يضيف عددًا من أدوات التنقيح.
أُعيد إحياء المشروع في مارس 2006  وبعد فترة قصيرة أُطلق مشروع يدمج جميع التفرعات نحوَ مُحاكي واحد جديد يُدعى FCEUX، والذي جذبَ انتباه العديد من المساهمين الذينَ قاموا سابقًا بتطوير التفرعات المختلفة للـFCE Ultra.
تم إصدار FCEUX لأول مرة علنًا في 2 أغسطس 2008. قدمت هذه النسخة من المحاكي تطويرات مستقرة منذ ذلك التاريخ، مما سمح بإهمال التفرعات الأخرى، حيثُ صارَ يحملُ ميزات لم يوفرها المحاكي FCE Ultra الأصلي، مثل دعم تسجيل الأفلام والقدرة على توسيع اللعب أو تحسينه أو تغييره باستخدام لغة لوا. وبهذا صارَ أكثرَ تطورًا بكثير من المحاكيات السابقة.

## المساهمين
تمَ تطوير محاكي FCE بواسطة بيرو (Bero). تم تطوير مُحاكي FCE Ultra بواسطة زودنيزل (Xodnizel). بينما تم تنشيطه بواسطة أنتوني جورجيو (Anthony Giorgio) وَمارك دولينر (Mark Doliner). تمَ إطلاق مشروع المحاكي FCEUX بواسطة زيرومس (Zeromus) وَبورست سيباستيان (Sebastian Porst). انضمَ مطورون إضافيون إلى المجموعة قبل إصداره الأول، بمن فيهم إم زي (mz) وَ أدليكات (adelikat) وَ نيتسوجريتونا (nitsujrehtona) وَماكسيموس (maximus) وَCaH4e3 وَ كيوفوكس (qFox) ولوكاس سابوتا (punkrockguy318). وَمن بين المساهمين الآخرين آرون اونيل (Aaron O'Neal)، جو نامياس (Joe Nahmias)، بول كولينيويتش (Paul Kuliniewicz)،كوايتوست (Quietust)، باراسايت (Parasyte)، ببيتماستر (bbitmaster)، بليب (blip)، نيتسوجا (nitsuja)، لوك غوستافسون (Luke Gustafson)، انكومبيدكوكونت (UncombedCoconut)، جاي لاناغان (Jay Lanagan)، آيسيملم (Acmlm)، دابلودي ايديت (DWEdit)، سولز (Soules)، رادساك (radsaq)، كييد (qeed)، شاينيدوفي (Shinydoofy)، يوجيتاب (ugetab) وَ أغلي جو (Ugly Joe).

## استقبال
يعتبرُ براندن ويلر (Brandon Widdler) من ديجيتال تريندس أن FCEUX هو أنسب مُحاكي لنظام الترفيه نينتندو نظرًا لميزاته المتقدمة المتعددة بما في ذلك التنقيح وَتعديل الألعاب وتسجيل الفيديو.

## أنظر أيضا
- قائمة المحاكيات نيس

## روابط خارجية
- FCEUX على موقع سورس فورج* FCEUX على موقع سورس فورج
- FCEUX على غيت هاب